# Combat de Nokara
Guerre du Mali
Batailles
Le combat de Nokara a lieu le 19 août 2021 pendant la guerre du Mali.

## Déroulement
Le 19 août 2021, un convoi militaire malien sort de la ville d'Hombori et se porte en direction de Douentza en passant par Boni. En fin de matinée, le convoi tombe dans une embuscade entre Boni et Nokara,. L'attaque débute par l'explosion d'un véhicule piégé au passage des militaires maliens, puis les djihadistes engagent le combat avec des tirs intenses,. Les assaillants s'emparent de quatre véhicules, dont deux équipés de mitrailleuses de 12,7 mm.
La katiba Macina du Groupe de soutien à l'islam et aux musulmans, dirigée par Amadou Koufa, est suspectée d'être à l'origine de l'attaque.

## Pertes
Selon l'armée malienne, le bilan pour ses troupes est de 17 morts, 42 blessés et un disparu. Les pertes des djihadistes ne sont pas connues.
Le rapport de la MINUSMA du 1er octobre 2021 fait état de quatre morts et 17 blessés parmi les Forces armées maliennes et de 13 morts et 25 blessés au sein de la police et de la gendarmerie.
Le 21 août, plusieurs hauts gradés de la gendarmerie et de l'armée se rendent à Boni, mais ils sont retenus de forces par les militaires sur place qui leur reprochent de mal connaître la réalité du terrain. Un des soldats déclarent anonymement à l'AFP : « Un hélicoptère a atterri à Boni avec les chefs qui sont venus nous voir. Nous avons retenu ces chefs et laissé partir l'hélicoptère. Nous allons prendre la route avec eux vers Sévaré pour qu'ils puissent se rendre compte eux-mêmes des problèmes de sécurité que nous avons ».